# Zyras limbatus
Zyras limbatus är en skalbaggsart som först beskrevs av Gustaf von Paykull 1789.  Zyras limbatus ingår i släktet Zyras, och familjen kortvingar. Arten är reproducerande i Sverige.